# 脂肪負荷試験
脂肪負荷試験（しぼうふかしけん、FTT、Fat Tolerance Test）は、負荷試験の一つ。
主に、動脈硬化につながる高脂血症の判定研究に用いる。

## 概要
高脂血症に関わる検査として、トリアシルグリセロール（TG値）などの、脂質レベルの増加経過を観察する。
被験者に脂肪を摂取させる方法は、経口や経静脈など。
経口脂肪負荷試験は、OFTT（Oral Fat Tolerance Test）と呼ぶ。
経静脈性脂肪負荷試験は、IFTT（Intravenous Fat Tolerance Test）と呼ぶ。